# Dieta della Dalmazia

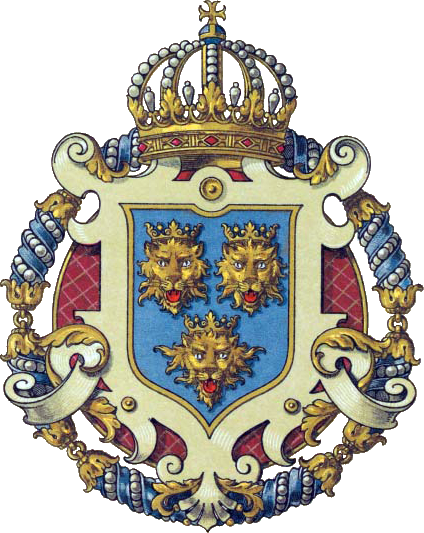
Stemma del Regno di Dalmazia

La Dieta della Dalmazia (in tedesco Dalmatinischer Landtag, in croato Dalmatinski sabor, in serbo Далматински сабор) fu il parlamento del Regno di Dalmazia all'interno dell'Impero austro-ungarico.

## Storia

### Le premesse

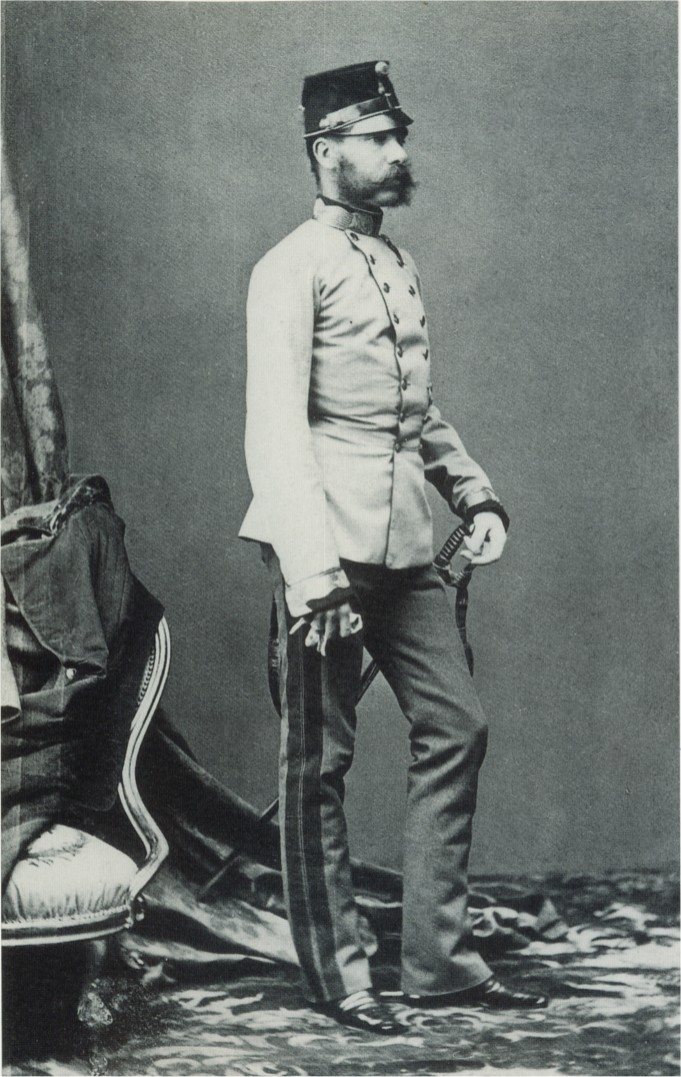
Francesco Giuseppe in una foto del 1859

Nell'ambito delle riforme costituzionali promosse dall'imperatore Francesco Giuseppe col Diploma imperiale del 20 ottobre 1860, l'Impero venne in qualche maniera "federalizzato", seguendo l'opinione della maggioranza dei componenti del Consiglio dell'Impero: in base a tali determinazioni, ogni provincia del regno avrebbe ricostituito - o costituito ex novo - una propria Dieta, alla quale sarebbero stati demandati molti poteri legislativi e giudiziari.
In Croazia la legge imperiale, accompagnata dalla prima convocazione della locale Dieta, venne accolta molto favorevolmente, e fin dalle prime riunioni i rappresentanti invocarono l'unione con la Dalmazia: un'antica questione periodicamente sollevata di fronte alle autorità imperiali.
Un autografo imperiale del 5 dicembre creò a Vienna un "Dicastero Aulico" (ministero) per la Croazia-Slavonia (dal 1862 al 1869 la Regia Cancelleria Aulica Croato-Slavona), introdusse la lingua croata nell'amministrazione di quei territori e dichiarò di tener conto delle richieste di ricostituzione dell'antico triregno croato-slavone-dalmato, rinviando però una decisione definitiva al momento in cui la Dalmazia, ancora priva di Dieta provinciale, sarebbe stata in grado di esprimere una propria volontà politica. Si stabilì inoltre che una rappresentanza politica della Dalmazia sarebbe stata inviata a Zagabria per discutere la questione in una conferenza presieduta dal bano di Croazia, la massima autorità politica nel territorio croato-slavone.
L'autografo imperiale produsse varie rimostranze nelle città dalmate: fu in particolare la congregazione municipale di Spalato - guidata da Antonio Bajamonti - a distinguersi per l'asprezza delle proteste, inviando un appello a Francesco Giuseppe perché convocasse la Dieta provinciale della Dalmazia prima di prendere alcuna decisione riguardo all'assetto costituzionale della provincia all'interno dell'Impero. Nella relazione allegata all'appello, Bajamonti scrisse alcune frasi poi divenute famose: "Il Dalmata quand'anche dovesse essere Slavo, non sarà mai Croato per elezione!".

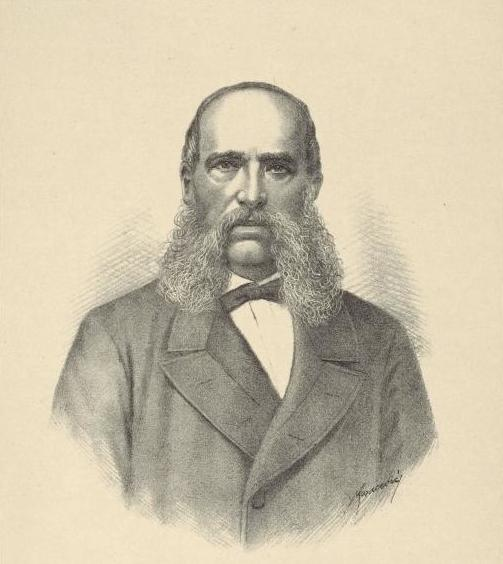
Ivan Mažuranić

Gran parte dei municipi dalmati, sulla scorta di Spalato, rifiutò di inviare i propri rappresentanti a Zagabria, decidendo invece di formare una delegazione che andasse a Vienna per perorare le tesi antiannessionistiche.
Nel frattempo, alla corte imperiale si iniziò a temere che la concessione di poteri troppo estesi alle Diete avrebbe facilitato lo scatenarsi di forze nazionali centrifughe, riducendo l'autorità dell'imperatore.
Nel febbraio del 1861 si tennero numerose riunioni del Consiglio dei ministri austriaco, nel corso delle quali si discusse a lungo il problema della Dalmazia e della sua possibile riunione con la Croazia: Ivan Mažuranić, presidente del Dicastero Aulico per la Croazia-Slavonia, perorò appassionatamente la causa, spalleggiato dal ministro degli esteri Bernhard von Rechberg, che riteneva l'unione necessaria per contrastare un presunto "pericolo italiano" nei confronti della Dalmazia: era necessario - spiegò Rechberg - rafforzare l'elemento slavo in Dalmazia, fedele all'Austria, di fronte ai sogni secessionisti di una minoranza italiana molto influente. Le posizioni degli autonomisti dalmati furono invece sostenute dai politici liberali di lingua tedesca, che riuscirono a convincere l'imperatore a rinviare la decisione, convocando una Dieta provinciale dalmata che avrebbe successivamente negoziato con i rappresentanti croati sull'eventualità dell'unificazione.

### La creazione della Dieta
Consigliato dai liberali di lingua tedesca, Francesco Giuseppe emanò una patente il 26 febbraio 1861 con la quale si creava un Parlamento imperiale (Consiglio imperiale), composto da Camera e Senato con vasta competenza legislativa, riducendo drasticamente i poteri precedentemente previsti per le Diete provinciali. All'interno di questa patente, vennero approvati 15 statuti delle ricostituite Diete provinciali, con i relativi regolamenti dietali, che prevedevano un sistema elettorale che concedeva il diritto di voto solo a chi era in possesso di un pur minimo censo.
Il sistema elettorale era fondato su quattro curie, rappresentanti diversi corpi sociali:
- Gli alti censiti (che in Dalmazia eleggevano dieci rappresentanti)
- Le città (otto rappresentanti)
- Le camere di commercio (tre rappresentanti)
- I comuni rurali (venti rappresentanti)

Oltre a questi, per il Regno della Dalmazia era previsto che fossero deputati di nomina imperiale l'Arcivescovo di Zara e il vladika (metropolita) ortodosso per la Dalmazia, Istria e Albania pro tempore. La sede della Dieta sarebbe stata Zara.
Questo sistema favoriva le classi borghesi e aristocratiche, nonché le popolazioni cittadine rispetto a quelle contadine: se nel resto dell'Impero rafforzava il peso politico del gruppo tedesco, nelle regioni orientali dell'Adriatico (Istria, Quarnero e Dalmazia) favoriva le popolazioni di lingua e cultura italiana, tradizionalmente più ricche e concentrate nelle città della costa.
Fra i rappresentanti della Dieta veniva eletta la Giunta, composta dal Presidente (anche presidente della Dieta) e da quattro assessori, più quattro assessori-sostituti che intervenivano nei lavori di giunta in assenza dei titolari.

### La prima Dieta del 1861

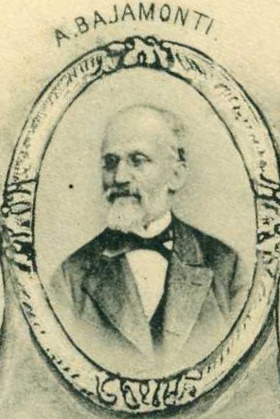
Antonio Bajamonti

Sulla base di queste premesse, fra il 24 e il 30 marzo 1861 si tennero le prime elezioni per la Dieta provinciale della Dalmazia.
Queste sancirono un'eclatante vittoria del movimento liberale autonomista (Partito Autonomista) rispetto alla formazione avversa del Partito del Popolo croato (Partito Popolare, dal 1889 Partito Popolare Croato o Partito Nazionale Croato) chiamato anche "Annessionista" o "Nazionale" (croato: Narodna stranka, dal 1889 Narodna hrvatska stranka). Gli autonomisti conquistarono 29 seggi su 43.
| Partito             | Seggi |
| ------------------- | ----- |
| Partito Autonomista | 29    |
| Partito del Popolo  | 12    |
| Di nomina imperiale | 2     |
| Totale              | 43    |

NOTA: In questa e nelle successive tabelle sono esclusi dal conteggio i seggi assegnati di diritto
Eletti per Partito Autonomista:

Antonio Bajamonti, Cosimo de Begna Possedaria, Vittorio Bioni, Francesco Borelli, Simeone Bujas, Antonio Buljan, Vincenzo degli Alberti, Giuseppe Descovich, Melchiorre Difnico, Leonardo Dudan, Vincenzo Duplancich, Antonio Fanfogna, Natale Filippi, Antonio Galvani, Giacomo Ghiglianovich, Giorgio Giovannizio, Luigi Lapenna, Giovanni Battista Macchiedo (o Machiedo), Girolamo Macchiedo (o Machiedo), Giovanni Marassovich, Niccolò Mirossevich, Spiro Petrović, Antonio Radman, Giovanni Radmilli, Luigi Serragli, Giovanni Smerchinich, Antonio Smirich (sostituito nel 1863 da Giovanni Salghetti-Drioli), Giacomo Vucovich, Girolamo Vusio.
Eletti per il Partito del Popolo:

Marino Giorni, Josip Gjurović (sostituito nel 1863 da Kosta Vojnović), Miho Klaić, Krsto Kulisić, Krsto Jerković, Stjepan Mitrov Ljubiša, Mihovil Pavlinović, Djure Pulić, Petar Radulović, Pane Sablić, Bernardo Verona (sostituito nel 1863 da Josip Banović-Damianović), Luka Tripković.
Presidente della Dieta: Spiro Petrović (serbo Autonomista.)
In questa prima elezione non si era ancora radicalizzata l'identificazione fra il Partito Autonomista e il Partito del Popolo rispettivamente con gli italiani e i croati (o più in generale gli slavi della Dalmazia): l'idea della Nazione Dalmata - cara al Tommaseo - e cioè di una nazione-ponte fra Slavia e Italia - aveva fatto breccia anche fra i dalmati di etnia slava, tanto che fra gli autonomisti risultarono eletti alcuni esponenti serbi (Petrović) o bilingui ma di madrelingua croata (Buljan, Bujas, Marassovich e Mirossevich). Allo stesso tempo, fra gli annessionisti tutti conoscevano la lingua italiana ed alcuni (Giorni e Verona) erano pure etnicamente italiani: le cronache del tempo segnalano addirittura che alcuni deputati annessionisti venivano derisi per la loro incapacità d'esprimersi in croato.
Il 18 aprile 1861, la Dieta votò una mozione presentata da Bajamonti e Galvani per respingere la richiesta di unione della Dalmazia alla Croazia e Slavonia. Solo due furono i voti contrari.

### La Dieta del 1864
| Partito             | Seggi |
| ------------------- | ----- |
| Partito Autonomista | 32    |
| Partito del Popolo  | 9     |
| Di nomina imperiale | 2     |
| Totale              | 43    |

Eletti per il Partito Autonomista (NB: Si riportano i nomi che si è riuscito a repererire):

Girolamo Alesani (1864-1866), Antonio Bajamonti, Cosimo de Begna Possedaria, Vittorio Bioni, Orsatto Bonda, Giuseppe Descovich (1866-1867), Melchiorre Difnico, Pietro Doimi, Stefano Doimi, Giovanni Fanfogna, Natale Filippi (1866-1867), Antonio Galvani, Giacomo Ghiglianovich (1866-1867), Nicola Lallich, Francesco Lanza, Luigi Lapenna (1864-1866), Giovanni Battista Macchiedo (o Machiedo), Pietro Doimo Maupas, Luigi Mery, Simeone Michieli Vitturi, Andrea Nicolich, Spiridione Petrovich, Giuseppe Piperata, Valerio Ponte, Giovanni Radmilli, Simeone Rossignoli, Luigi Serragli, Antonio Stermich, Giacomo Vucovich, Vincenzo Vuletich, Giovanni Zaffron, Francesco Zanchi.
Presidente della Dieta: Spiro Petrović (serbo del Partito Autonomista).

### La Dieta del 1867
| Partito             | Seggi |
| ------------------- | ----- |
| Partito Autonomista | 26    |
| Partito del Popolo  | 15    |
| Totale              | 41    |

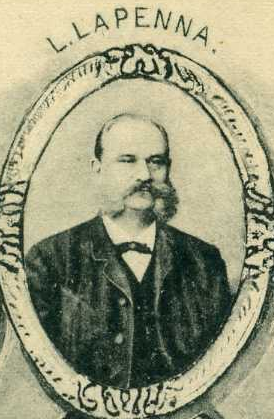
Luigi Lapenna

Eletti per il Partito Autonomista (NB: Si riportano i nomi che si è riuscito a repererire):

Girolamo Alesani (1869-1870), Antonio Bajamonti, Cosimo de Begna Possedaria, Vittorio Bioni, Agostino Cindro, Giuseppe Descovich (1867-1868), Stefano Doimi (1867-1869), Giovanni Fanfogna, Gaetano Frari, Luigi Frari, Giacomo Ghiglianovich, Giorgio Giovannizio, Stefano Knezevich (precedentemente nel Partito del Popolo), Luigi Lapenna, Enrico Matcovich, Pietro Doimo Maupas, Andrea Nicolich, Spiridione Petrovich, Giuseppe Piperata, Antonio Radman, Antonio Rolli, Simeone de Rossignoli, Giovanni Salghetti-Drioli, Luigi Serragli, Giacomo Vucovich, Vincenzo Vuletich, Giovanni Zaffron.
Presidente della Dieta: Spiro Petrović (serbo del Partito Autonomista).

### La Dieta del 1870
| Partito             | Seggi |
| ------------------- | ----- |
| Partito del Popolo  | 25    |
| Partito Autonomista | 16    |
| Totale              | 41    |

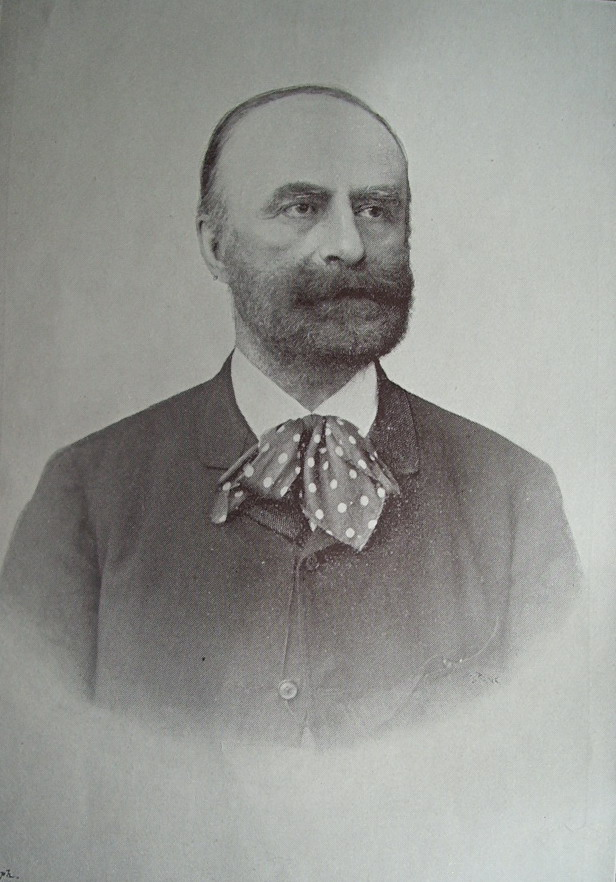
Miho Klaić

Membri di diritto: Pietro Doimo Maupas (Arcivescovo di Zara, Primate della Dalmazia), Stjepan Knežević (Vescovo greco-orientale per la Dalmazia).
Eletti per il Partito Autonomista (NB: Si riportano i nomi che si è riuscito a repererire):

Vincenzo Alesani, Antonio Bajamonti, Cosimo de Begna Possedaria (1870-1873),  Valerio de Ponte (1870-1870), Natale Filippi (1870-1873), Gaetano Frari, Matteo Gligo, Stefano Knezevich, Andrea Krussevich (1872-1873 e 1875-1876), Francesco Lanza di Casalanza (1870-1874), Luigi Lapenna (1872-1873), Luigi Mery, Francesco Milcovich (1874-1876), Giuseppe Mladineo (1871-1874), Luigi Nutrizio (1875-1876), Giuseppe Piperata (1871-1873), Giuseppe Radman (1874-1876), Simeone Rossignoli (1874-1876), Niccolò Trigari (1874-1876), Vincenzo Vuletich (1871-1876).
Eletti per il Partito Nazionale: Edoardo Tacconi, Raffaello Pozza, Giovanni Rubrizius, Giorgio Vojnović, Francesco Fontana, Stefano Ivichievich, Pietro Budmani, Giovanni Botteri, Vincenzo Lucovich, Antonio de Bersa, Pietro Cingria, Giuseppe Antonietti, Giuseppe Pastrović, Giuseppe Raimondi, Antonio Supuk, Geroteo Kovačević, Lovro Monti, Giovanni Vranković, Cristoforo Kulišić, Giovanni Danilo, Giovanni Desković, Miho Klaić, Antonio Tripalo, Michele Paulinović, Casimiro Ljubić, Raffaello Arneri, Stjepan Mitrov Ljubiša, Gerasimo Petranović.
Presidente della Dieta: Stjepan Mitrov Ljubiša (serbo-montenegrino del Partito del Popolo).
Per la prima volta il Partito del Popolo vinse le elezioni in Dalmazia. La maggioranza croata non riconobbe la validità dell'elezione di molti rappresentanti autonomisti, e ciò comportò una serie di dimissioni e sostituzioni, oltre ad un pesantissimo clima interno. Le Diete regionali all'interno dell'Impero avevano la potestà decisionale in materia scolastica, di conseguenza in questo periodo si chiusero tutte le scuole italiane in Dalmazia, ad esclusione di quelle zaratine. È in questi anni che il capo del Partito Nazionale, il raguseo Miho Klaić, pronunciò un discorso alla Dieta, nel quale affermò che in Dalmazia non esisteva una minoranza italiana. Questa affermazione era già stata e sarà uno dei refrain più tipici dei dalmati croati, tanto da esser contenuta in varie pubblicazioni, paradossalmente spesso scritte in lingua italiana.

### La Dieta del 1876
| Partito             | Seggi |
| ------------------- | ----- |
| Partito del Popolo  | 30    |
| Partito Autonomista | 9     |
| Membri di diritto   | 2     |
| Totale              | 41    |

Eletti per il Partito Autonomista (NB: Si riportano i nomi che si è riusciti a repererire):

Pietro Abelich, Antonio Bajamonti, Cosimo de Begna Possedaria (1878-1880), Giovanni Botteri, Gustavo Ivanich, Cesare de Pellegrini Danieli, Giuseppe Messa, Giovanni Smerchinich, Niccolò Trigari.
Eletti per il Partito Nazionale: Giuseppe Antonietti, Pietro Bačić, Manfredo Borelli di Wrana, Gaetano Bulat, Girolamo de Cambj, Pietro Cingria, Vincenzo Didolić, Nicolò Duboković, Gaetano Frari, Vincenzo Ivčević, Antonio degli Ivellio, Michele Klaić, Casimiro Ljubić, Giovanni Battista Machiedo, Agostino Masovčić, Lorenzo Matić, Lorenzo Monti, Giuseppe Mrkica, Michele Pavlinović, Raffaele de Pozza, Giuseppe Raimondi, Doimo Rendić-Miočević, Atanasio Ristović, Vladimiro Šimić, Antonio Šupuk, Lazzaro Tomanović, Stefano Tripalo, Giorgio Vojnovič, Giovanni Vranković, Andrea Vujatović-Šarov, 
Membri di diritto: Monsignor Pietro Doimo Alessandro Maupas, arcivescovo metropolita cattolico della Dalmazia; Monsignor Stefano Knežević, vescovo greco-orientale della Diocesi di Dalmazia e Istria.
Presidente della Dieta: Đorđe Vojnović (serbo del Partito Nazionale. Dal 1879 del Partito Serbo).

### La Dieta del 1883
| Partito                  | Seggi |
| ------------------------ | ----- |
| Partito Nazionale Croato | 26    |
| Partito Serbo            | 8     |
| Partito Autonomista      | 7     |
| Totale                   | 41    |

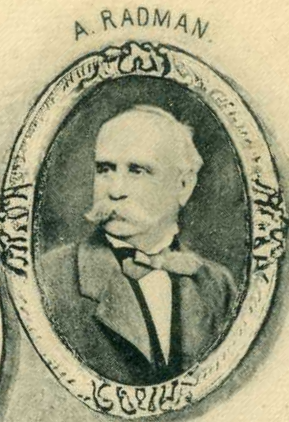
Antonio Radman

Eletti per il Partito Autonomista (NB: Si riportano i nomi che si è riuscito a repererire):

Antonio Bajamonti (1888), Gustavo Ivanich (1883-1885), Michele Kapovich (?), Pietro Doimo Maupas, Giuseppe Messa, Giuseppe Pezzi, Antonio Radman (1885-1886), Luigi Serragli (1883-1885), Leopoldo Stermich (?), Niccolò Trigari.
Presidente della Dieta: Đorđe Vojnović (serbo del Partito Serbo).
Per la prima volta, alle elezioni per il rinnovo della Dieta i rappresentanti slavi della Dalmazia si dividono. Il Partito del Popolo diviene Partito Nazionale Croato detto anche Partito Popolare Croato mentre si presenta per la prima volta un Partito Serbo, nato alcuni anni prima. Questo partito perseguì una politica molto flessibile: prima alleato con i croati, in seguito passò con gli autonomisti in molte elezioni locali, venendo ferocemente attaccato dai nazionalisti croati: ciò avvenne per esempio a Ragusa, che per vari motivi etnico-linguistici i serbi ritenevano città serba. Da questa posizione, il partito serbo si riavvicinò ai croati, tanto più quanto più prendeva piede il "movimento jugoslavista", che riteneva di unire tutti i popoli slavi. La difficoltà di distinguere in questa fase i deputati serbi dagli autonomi si riflette nell'elenco di nominativi soprariportato, anche perché i documenti coevi riportano molto spesso la dizione dei nomi nella forma latinizzata (il nome in italiano e il cognome - quando sia - terminante con "-ch"): con un punto di domanda si indicano quei deputati identificabili probabilmente come serbi.

### La Dieta del 1889
| Partito                  | Seggi |
| ------------------------ | ----- |
| Partito Nazionale Croato | 26    |
| Partito Serbo            | 9     |
| Partito Autonomista      | 6     |
| Totale                   | 41    |

Lorenzo Benevenia

Eletti per il Partito Autonomista (NB: Si riportano i nomi che si è riuscito a repererire):

Antonio Bajamonti (fino al 1891), Lorenzo Benevenia, Pietro Doimo Maupas (fino al 1891), Baldassarre Podich, Ercolano Salvi (dal 1891), Antonio Smirich, Niccolò Trigari, Niccolò de' Vidovich.
Presidente della Dieta: Đorđe Vojnović (serbo del Partito Serbo).

### La Dieta del 1895
| Partito                  | Seggi |
| ------------------------ | ----- |
| Partito Nazionale Croato | 23    |
| Partito Serbo            | 9     |
| Partito Autonomista      | 6     |
| Partito dei Diritti      | 3     |
| Totale                   | 41    |

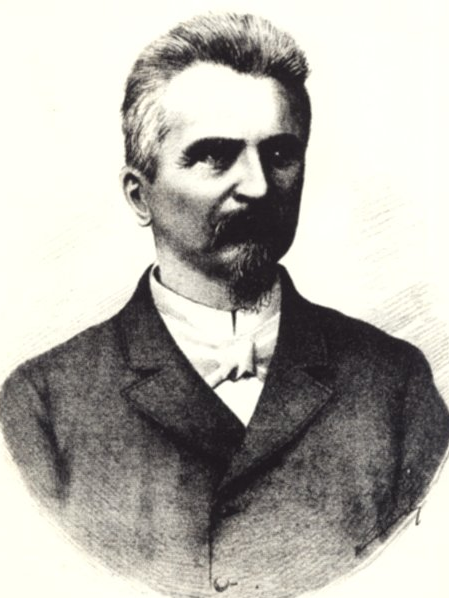
Gajo Bulat

Eletti per il Partito Autonomista (NB: Si riportano i nomi che si è riuscito a repererire):

Roberto Ghiglianovich, Giovanni Lubin, Ercolano Salvi, Stefano Smerchinich, Niccolò Trigari, Luigi Ziliotto
Presidente della Dieta: Miho Klaić (croato del Partito Nazionale, fino al 1896); Gajo Bulat (croato del Partito Nazionale, dal 1896 al 1901).

### La Dieta del 1901
| Partito                  | Seggi |
| ------------------------ | ----- |
| Partito Nazionale Croato | 18    |
| Partito dei Diritti      | 8     |
| Partito Serbo            | 6     |
| Partito Autonomista      | 6     |
| Partito Puro dei Diritti | 3     |
| Totale                   | 41    |

Eletti per il Partito Autonomista (NB: Si riportano i nomi che si è riuscito a repererire):

Roberto Ghiglianovich, Natale Krekich, Luigi Pini (dal 1903), Ercolano Salvi, Stefano Smerchinich, Niccolò Trigari (fino al 1902), Luigi Ziliotto.
Presidente della Dieta: Vicko Ivčević (croato del Partito Nazionale).

### La Dieta del 1908
| Partito             | Seggi |
| ------------------- | ----- |
| Partito Croato      | 22    |
| Partito Serbo       | 7     |
| Partito dei Diritti | 6     |
| Partito Autonomista | 6     |
| Totale              | 41    |

Roberto Ghiglianovich

Eletti per il Partito Autonomista (NB: Si riportano i nomi che si è riuscito a repererire):

Roberto Ghiglianovich, Natale Krekich, Luigi Pini (1910-1918), Ercolano Salvi, Stefano Smerchinich, Luigi Ziliotto.
Presidente della Dieta: Vicko Ivčević (croato del Partito Croato formato nel 1905 dal Partito Nazionale Croato e dalla maggioranza del Partito dei Diritti).